# Baugy (Cher)
Baugy ist eine französische Gemeinde mit 1.610 Einwohnern (Stand: 1. Januar 2022) im Département Cher in der Region Centre-Val de Loire. Sie gehört zum Arrondissement Bourges und zum Kanton Avord.
Sie entstand als namensgleiche Commune nouvelle mit Wirkung vom 1. Januar 2019 durch die Zusammenlegung der bisherigen Gemeinden Baugy, Laverdines und Saligny-le-Vif, die in der neuen Gemeinde der Status einer Commune déléguée haben. Verwaltungssitz befindet sich im Ort Baugy.

## Gliederung
| Ortsteil                  | ehemaliger INSEE-Code | Fläche (km²) | Einwohnerzahl zum 1. Januar 2019 |
| ------------------------- | --------------------- | ------------ | -------------------------------- |
| Baugy (Verwaltungssitz)00 | 18023                 | 22,60        | 1.444                            |
| Laverdines                | 18123                 | 09,89        | .0036                            |
| Saligny-le-Vif            | 18239                 | 15,29        | .0185                            |

## Geografie
Baugy liegt in der Landschaft Berry, etwa 25 Kilometer östlich von Bourges. Umgeben wird Baugy von den Nachbargemeinden Villabon im Norden und Nordwesten, Gron im Norden, Villequiers im Nordosten, Chassy im Osten, Nérondes im Südosten, Bengy-sur-Craon und Avord im Süden und Farges-en-Septaine im Westen.